# Le Sud-Ouest
Le Sud-Ouest ist eines von 19 Arrondissements der Stadt Montreal in der kanadischen Provinz Québec. Im Jahr 2011 zählte der 15,7 km² große Stadtbezirk 71.546 Einwohner.

## Geographie
Le Sud-Ouest liegt im Südosten der Île de Montréal, am Lachine-Kanal und am Ufer des Sankt-Lorenz-Stroms. Der Name (übersetzt „der Südwesten“) bezieht sich auf die Lage des Bezirks südwestlich des Stadtzentrums. Benachbarte Arrondissements der Stadt Montreal sind Ville-Marie im Norden, Côte-des-Neiges–Notre-Dame-de-Grâce im Südwesten, La Salle im Süden und Verdun im Osten. Im Westen grenzt Le Sud-Ouest an die eigenständige Gemeinde Westmount.

## Geschichte
Das Gebiet des heutigen Stadtbezirks war seit der zweiten Hälfte des 17. Jahrhunderts besiedelt. Es existierten einige kleine Dörfer, deren Einwohner Landwirtschaft betrieben. 1825 wurde der Lachine-Kanal eröffnet und etwa zwei Jahrzehnte später begannen sich immer mehr Industriebetriebe anzusiedeln. Das Gebiet entwickelte sich zu einem bedeutenden Industriestandort; daneben entstanden Arbeitervororte, deren Einwohner (vor allem irische Einwanderer) in zum Teil erbärmlichen Verhältnissen lebten.
Die rasch gewachsenen und finanziell überforderten Vororte südwestlich von Montreal wurden früh eingemeindet. Den Anfang machte 1887 Saint-Gabriel, 1905 folgten Côte-Saint-Henri und Sainte-Cunégonde, 1910 schließlich Émard und Saint-Paul. Die Industrie spielte weiterhin eine große Rolle, bis es dann in den 1950er Jahren zu einer Strukturkrise kam. Die Industriebetriebe wurden stillgelegt oder an andere Standorte verlegt, der Lachine-Kanal im Jahr 1970 geschlossen. In der Folge zogen auch viele Einwohner weg. Dieser Trend konnte zu Beginn des 21. Jahrhunderts umgekehrt werden. Dafür verantwortlich ist ein Stadterneuerungsprojekt entlang des wiedereröffneten Kanals.

## Bevölkerung

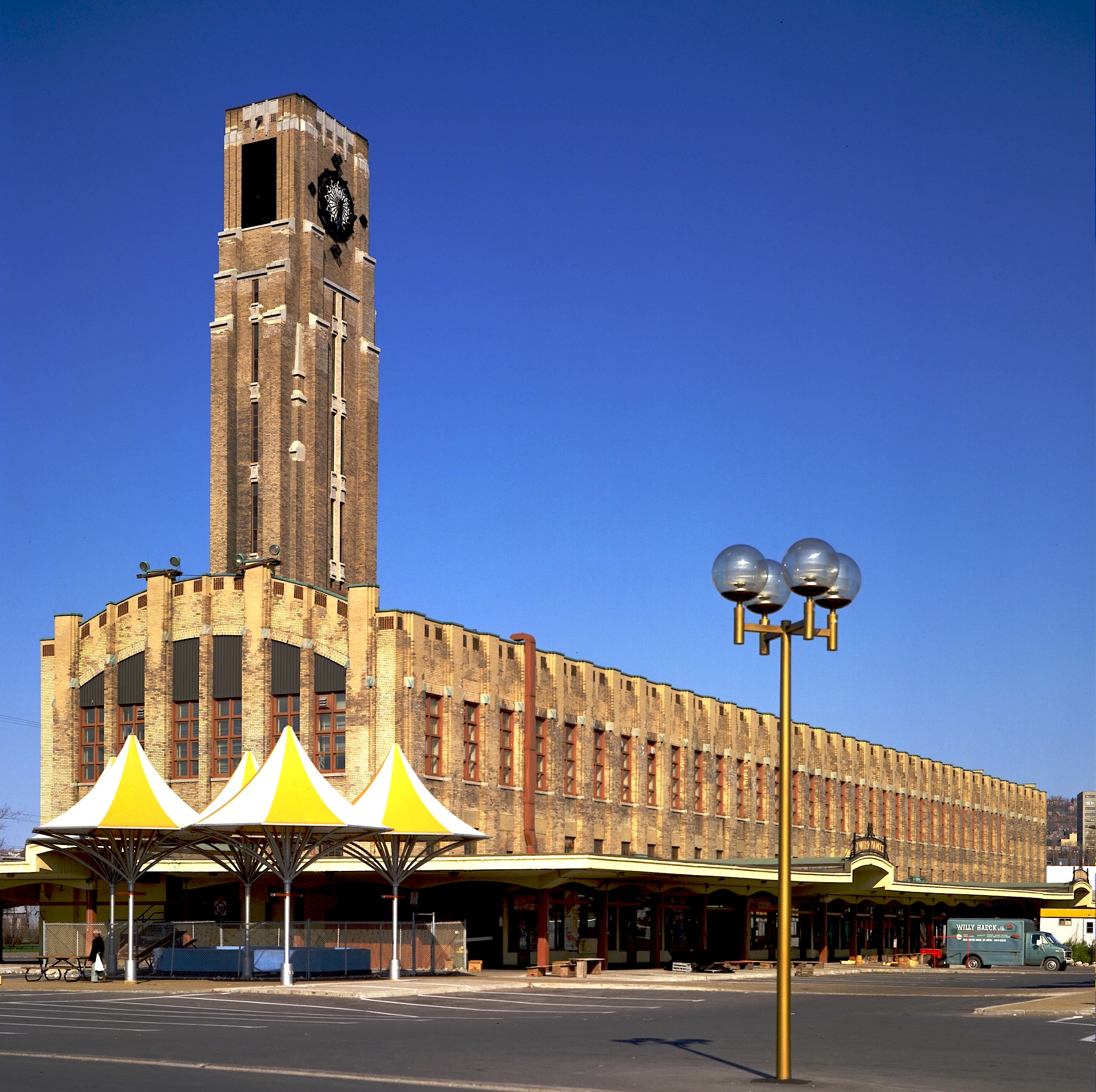
Marché Atwater

Gemäß der Volkszählung 2011 zählte Le Sud-Ouest 71.546 Einwohner, was einer Bevölkerungsdichte von 4557 Einwohnern/km² entspricht. Von den Befragten gaben 57,5 % Französisch und 18,8 % Englisch als Muttersprache an. Weitere bedeutende Sprachen sind unter anderem Chinesisch (4,1 %), Spanisch (3,4 %), Bengalisch (2,3 %), Arabisch (2,3 %) und Italienisch (2,2 %).

## Sehenswürdigkeiten

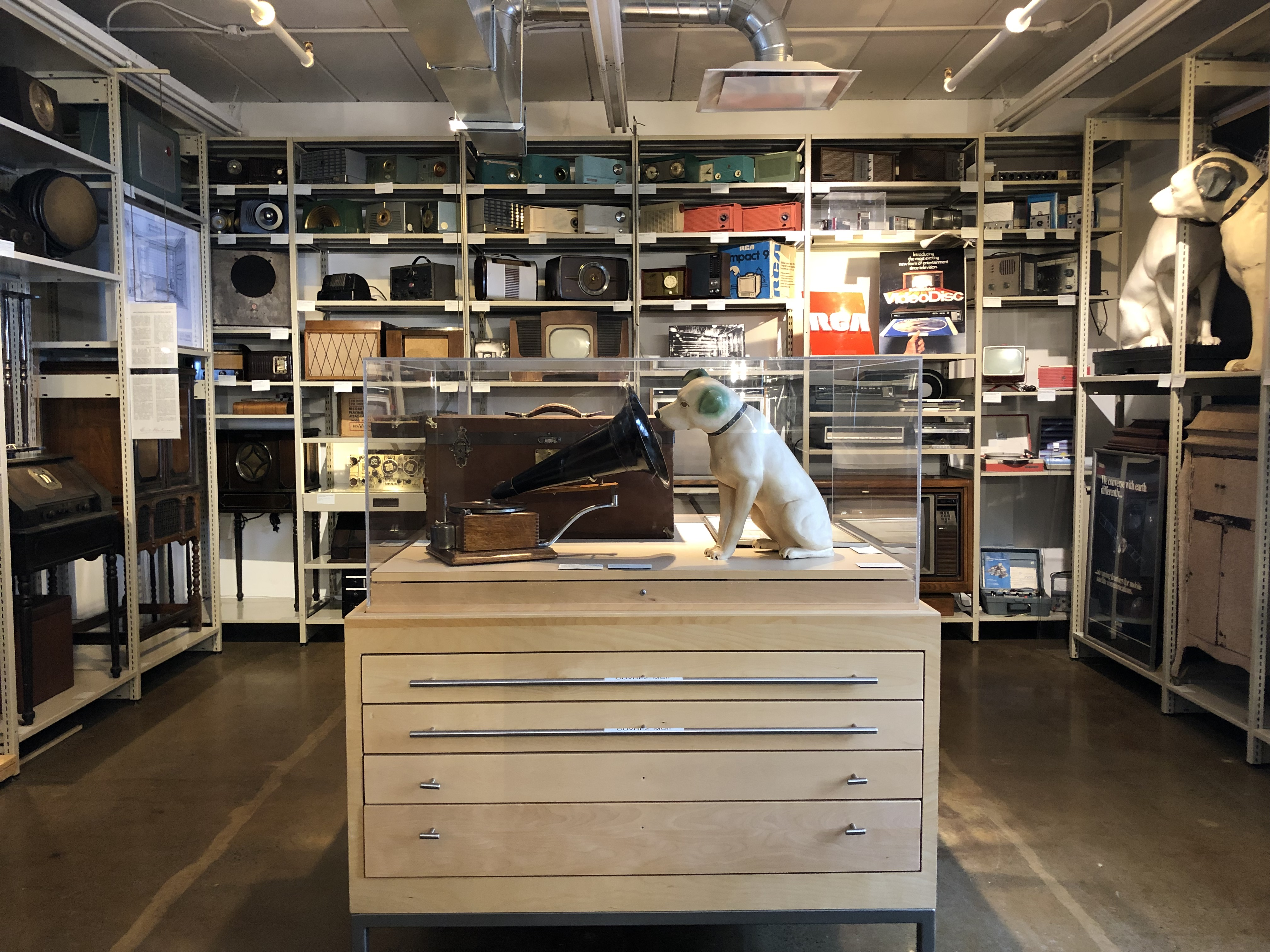
Das Musée des ondes Emile Berliner ist dem Deutschen Erfinder Emile Berliner gewidmet

- Lachine-Kanal
- Canal de l’Aqueduc
- Maison Saint-Gabriel
- Musée des ondes Emile Berliner

- Marché Atwater
- Parc Angrignon
- Pont Victoria